# Garhdiwāla
Garhdiwāla är en ort i Indien.   Den ligger i distriktet Hoshiarpur och delstaten Punjab, i den norra delen av landet, 400 km norr om huvudstaden New Delhi. Garhdiwāla ligger 290 meter över havet och antalet invånare är 6 693.
Terrängen runt Garhdiwāla är platt. Runt Garhdiwāla är det tätbefolkat, med 511 invånare per kvadratkilometer. Närmaste större samhälle är Dasūa, 12,8 km nordväst om Garhdiwāla. Trakten runt Garhdiwāla består till största delen av jordbruksmark.